# Tolyltriazol
Tolyltriazol oder Methyl-1H-benzotriazol ist ein Gemisch aus 4-Methyl-1H-benzotriazol und 5-Methyl-1H-benzotriazol aus der Gruppe der Benzotriazole.

## Gewinnung und Darstellung
Tolyltriazol kann durch Reaktion von Diaminotoluolen mit salpetrige Säure gewonnen werden.

## Verwendung
Tolyltriazol wird als Korrosionsinhibitor für Kupfer verwendet. Es wird daher Frostschutzmitteln, Kühlmitteln, Hydraulikflüssigkeiten und Kühlschmiermitteln zugesetzt. Zubereitungen aus gemischten Tolyltriazol-Isomeren, die als Korrosionsinhibitoren verwendet werden, enthalten mindestens 60 Gewicht-Prozenten des 5-MBT-Isomers.

## Umweltrelevanz
Tolyltriazol ist eine der Leitsubstanzen der Schweizer Kontrollliste für die Einschätzung der Klärleistung in der 4. Reinigungsstufe.